# Casale Cremasco-Vidolasco
Casale Cremasco-Vidolasco là một đô thị ở tỉnh Cremona, vùng Lombardia của Italia, có vị trí cách khoảng 45 km về phía đông của Milan và khoảng 40 km về phía tây bắc của Cremona. Tại thời điểm ngày 31 tháng 12 năm 2004, đô thị này có dân số 1.700 người và diện tích là 9,0 km². Đô thị này được lập năm 1935 thông quan việc sáp nhập 2 cộng đồng Casale Cremasco và Vidolasco.
Casale Cremasco-Vidolasco giáp các đô thị: Camisano, Castel Gabbiano, Pianengo, Ricengo, Sergnano.